# Sara Cunial
Pour les articles homonymes, voir Cunial.
Sara Cunial, née le 8 juillet 1979 à Rome, est une femme politique italienne.

## Biographie
Membre du Mouvement 5 étoiles, elle siège à la Chambre des députés depuis le 23 mars 2018. Elle est suspendue de son groupe parlementaire en 2018 pour des propos anti-vaccination, puis en est expulsée en avril 2019 après plusieurs prises de position contre son propre groupe ainsi que ses positions anti-vaccinales.